# Amiotrófiás laterálszklerózis
Az amiotrófiás laterálszklerózis (angolul: amyotrophic lateral sclerosis, rövidítve ALS), motoros neuronbetegség avagy Lou Gehrig-betegség, a köznyelvben gyakran csak „idegsorvadásos betegség” a motoneuron-betegségek (MND) leggyakoribb fajtája, amikor a központi idegrendszer mozgató idegsejtjei pusztulása következtében az akaratlagos izmok fokozatosan elgyengülnek, majd végül el is sorvadnak. A betegség kiváltó oka nem ismert és nem gyógyítható.

## A betegség leírása
Az ALS pontos kiváltó oka nem ismert, de az esetek 5-10%-ban felmerül az öröklés eshetősége. Átlagosan 100 000 emberre 5 megbetegedés jut (a Csendes-óceán nyugati partvidékének bizonyos területein magasabb az arány). Leginkább 40 és 60 éves kor között jelentkeznek a tünetek, de ettől eltérő időben is kifejlődhet a betegség. A túlélési időt nehéz meghatározni, mert egyén- és korfüggő, de az esetek zömében a középérték 3,5 év, azonban van olyan, aki több évtizede él együtt a betegséggel.
Az ALS esetén a központi idegrendszerben (az agyban és gerincvelőben) található motoneuronok elpusztulnak. Ennek következtében az akaratlagos izmok – amelyek többek között a mozgásért, beszédért, nyelésért és légzésért felelősek – gyengülnek, majd a betegség előrehaladtával le is állnak. A szemizom viszont a végstádiumig működőképes marad és a szívizom se sérül. Az esetek zömében az izomzavarok a felső végtagból indulnak ki és folyamatosan haladnak a törzs, majd a fej felé. Azonban a tünetek kezdődhetnek a nyelésért és beszédért felelős izmoktól (bulbaris területek), és tarthat a végtagok felé.
Az ALS-nek két típusa létezik: A „szórványos” (sporadikus), ami az esetek 90%-ában fordul elő, illetve a családban halmozódó úgynevezett „familiáris” típus, melynek oka genetikus alapokra vezethető vissza. Egyik változat se fertőző.

## Tünetei

### Kezdeti tünetek
- a felső és az alsó végtagok distalis gyengesége, ha normál izommunkát végez a beteg, vagy csak a finom mozgások vonatkozásában
- kézizmok és tenyérizmok sorvadása
- nyelvizmok sorvadása (dióbéltünet)
- az érintett izmokban akaratlan rángások, jellemző a lábizomgörcs
- gyors kifáradás terhelésre
- a betegek 10–25%-a szenved distalis eloszlású érzéskieséstől, paraesthesiáktól és enyhe fájdalomtól.

### Késői tünetek
- a lábak és a bokatáj gyengülése, ami járási nehézségeket okoz
- nyelési, beszéd- és légzési nehézségek.
- testsúlycsökkenés az izomsorvadás következtében

## Diagnózis felállítása
A betegség egyszerű laborvizsgálattal nem kimutatható jelenleg, így lényegében egy sor összetett vizsgálat segítségével diagnosztizálják a betegséget úgy, hogy kizárnak minden más hasonló tünetekkel járó betegséget.
A diagnózis felállításához jellemzően a következő vizsgálatokat végzik el:
- ENMG (ingerületvezetés mérése): Az idegek ingerületvezetési képességét mérik.
- CT, MRI (A képalkotó eljárások): amellyel más hasonló tüneteket produkáló betegségeket zárnak ki.
- Lumbálpunkció (gerinccsapolás): a gerincből vett agyvízmintából számos hasonló betegség kizárható.
- Izombiopszia: az izmokból vett szövetminta laboratóriumi és mikroszkópos vizsgálata az elsődleges izombetegségek kizárására alkalmas.
- Laboratóriumi vizsgálatok: A további vizsgálatok a differenciáldiagnózis felállítását segítik.

## Kezelése
A betegség nem gyógyítható, de az életminőség javítása és a betegséggel együttélési idő hosszabbítása kezelésekkel lehetséges. Az ALS előrehaladtával mindinkább szaksegítségre szorul a beteg, végül pedig állandó szakintézményben történő felügyelet szükséges.
Az ALS kezelése a következő területeket érinti:
- Gyógyszeres kezelés: Az egyik legfontosabb gyógyszer a riluzol, (Magyarországon Sclefic néven forgalmazzák, és csak szakorvos írhatja fel), amely a vizsgálatok szerint 3 hónappal megnöveli a túlélési időt. Azonban mellékhatásként gyengeség és hányinger jelentkezhet. Az izomgörcsöket is gyógyszeresen enyhítik (quinine chlorid, meprobamat, quinin chlorid, diazepam, phenytoin, carbamazepin). Illetve a nyálzás és nyáktermelés is szabályozható gyógyszeresen, de itt már fontos, hogy a fej megfelelő pozícióban legyen, és szükség lehet mobil nyálszívóra is.

2001-ben új gyógyszert törzskönyvezett Japánban a Mitsubishi Pharma cég Radicut néven. Az edaravon (a Radicut márkanév) olyan nootróp és neuroprotektív szer, amelyet az agyi iszkémia és az ezt követő agyi infarktus után neurológiai gyógyulás elősegítésére használnak. Hatékony antioxidáns hatású és erősen megköti a szabad gyököket, védelmet nyújt az oxidatív stressz és az idegi apoptózis ellen 2001 óta forgalmazza kizárólag Japánban a Mitsubishi Pharma. 2015. június 26-án a Mitsubishi Tanabe Pharma Corporation bejelentette, hogy jóváhagyta a Radicut kezelését az ALS Japánban történő kezelésére. A III. fázisú klinikai vizsgálat Japánban kezdődött 2011-ben. A vállalat az FDA és az EU számára a Radicut Orphan Drugs-megjelölést kapta 2015-ben. 2017 májusában jóváhagyta az FDA Radicava néven Egyesült Államokban.
- Beszédterápia:
- Fizikoterápia: A cél, hogy az izomműködést fenntartsák. Habár az izmok nem erősíthetőek, de az izom mozgás leépülés csökkenthető.
- Táplálkozás felügyelete: Félfolyékony táplálkozásra épülő étrend kialakítása.
- Lélegeztetés: Idővel szükséges a gépi lélegeztetés.

## Jegesvödör-kihívás kampány
A 2014-ben az Amerikai Egyesült Államokból indult jegesvödör-kihívás kampány egy jótékonysági és figyelemfelkeltő akció, melynek során a részt vevő személy leönti magát (vagy hagyja leönteni magát) egy vödör jeges vízzel, és felszólít másokat, hogy cselekedjenek hasonlóképpen vagy adakozzanak ALS Association támogatására (vagy tegyék mindkettőt). A műveletről készült videófelvételt nyilvánosságra hozzák, így terjed tovább a kampány. Az akció páratlan sikert ért el, és valóban felhívta a figyelmet e kevésbé ismert betegségre.

## A betegség ismertebb áldozatai
- Friedrich Paulus, német katonatiszt, tábornagy (1890–1957)
- Charles Mingus nagybőgős, jazzmuzsikus (1922–1979)
- Stephen Hawking elméleti fizikus (1942–2018)
- Fazekas László (1947–) olimpiai bajnok válogatott labdarúgó, edző
- Pietro Anastasi olasz labdarúgó (1948–2020)
- Stephen Hillenburg tengerbiológus, a SpongyaBob Kockanadrág megalkotója (1961–2018)
- Burger Barna fotóművész (1965–2017)
- Jason Becker, amerikai gitáros, zeneszerző (1969–)
- Eric Dane amerikai színész(1972-)
- Kőváry Péter zenész (1972–2022)
- Karsai Dániel, ügyvéd, alkotmányjogász (1977–2024)